# Grawemeyer Award
Il premio di Grawemeyer è un prestigioso premio, voluto dalla fondazione istituita dall'industriale americano Charles Grawemeyer, assegnato ogni anno dall'Università di Louisville, nel Kentucky, (USA), dal 1984.
Il premio è diviso in cinque categorie ed è offerto a coloro che si sono distinti nell'Educazione, nelle azioni che portano ad un Aumento dell'ordine nel mondo (Improving World Order), nella Composizione musicale, nella Religione e nella Psicologia.
Il premio era inizialmente di $ 150 000, per ogni categoria, ma dal 2000 in poi è stato incrementato a $ 200 000.

## Vincitori

### Aumento dell'ordine nel mondo
- 1988: Richard Neustadt e Ernest May
- 1989: Robert Keohane
- 1990: Robert Jervis
- 1991: The United Nations World Commission on Environment and Development
- 1992: Samuel Huntington, Herman Daly e John Cobb
- 1993: Donald Harman Akenson
- 1994: Michail Gorbačëv
- 1995: Gareth Evans
- 1996: Max Singer e Aaron Wildavsky
- 1997: Herbert Kelman
- 1998: Nessun vincitore
- 1999: Nessun vincitore
- 2000: Margaret E. Keck e Kathryn Sikkink
- 2001: Janine Wedel
- 2002: Nessun vincitore
- 2003: Stuart Kaufman
- 2004: John Braithwaite e Peter Drahos
- 2005: Francis Deng e Roberta Cohen
- 2006: Fiona Terry
- 2007: Roland Paris
- 2008: Philip Tetlock
- 2009: Michael Johnston
- 2010: Trita Parsi
- 2011: Kevin Bales
- 2012: Severine Autesserre
- 2013: Erica Chenoweth e Maria Stephan
- 2014: Jacques Hymans

### Composizione musicale
- 1985: Witold Lutosławski
- 1986: György Ligeti
- 1987: Harrison Birtwistle
- 1988: Nessun vincitore
- 1989: Chinary Ung
- 1990: Joan Tower
- 1991: John Corigliano
- 1992: Krzysztof Penderecki
- 1993: Karel Husa
- 1994: Tōru Takemitsu
- 1995: John Adams
- 1996: Ivan Tcherepnin
- 1997: Simon Bainbridge
- 1998: Tan Dun
- 1999: Nessun vincitore
- 2000: Thomas Ades
- 2001: Pierre Boulez
- 2002: Aaron Jay Kernis
- 2003: Kaija Saariaho
- 2004: Unsuk Chin (Eun-sook Jin)
- 2005: George Tsontakis
- 2006: György Kurtág
- 2007: Sebastian Currier
- 2008: Peter Lieberson
- 2009: Brett Dean
- 2010: York Hoeller
- 2011: Louis Andriessen
- 2012: Esa-Pekka Salonen
- 2013: Michel van der Aa
- 2014: Djuro Zivkovic

### Educazione
- 1989: Bertrand Schwartz
- 1990: Howard Gardner
- 1991: Kieran Egan
- 1992: Carol Gilligan
- 1993: Roland Tharp e Ronald Gallimore
- 1994: John T. Bruer
- 1995: Shirley Brice Heath e Milbrey W. McLaughlin
- 1996: Victoria Purcell-Gates
- 1997: Mike Rose
- 1998: L. Scott Miller
- 1999: Nessun vincitore
- 2000: Vanessa Siddle Walker
- 2001: William G. Bowen e Derek Bok
- 2002: Martha Nussbaum
- 2003: Deborah Brandt
- 2004: Nessun vincitore
- 2005: Elliot W. Eisner
- 2006: Lee Shulman
- 2007: James Comer
- 2008: Edward Zigler, Walter Gilliam e Stephanie Jones
- 2009: Paul Attewell e David Lavin
- 2010: Keith Stanovich
- 2011: Nessun vincitore
- 2012: Linda Darling-Hammond
- 2013: Pasi Sahlberg
- 2014: Diane Ravitch

### Psicologia
- 2001: Michael Posner, Marcus Raichle e Steven Petersen
- 2002: James McClelland e David Rumelhart
- 2003: Daniel Kahneman e Amos Tversky
- 2004: Aaron Beck
- 2005: Elizabeth Loftus
- 2006: John O'Keefe e Lynn Nadel
- 2007: Giacomo Rizzolatti, Vittorio Gallese e Leonardo Fogassi
- 2008: Albert Bandura
- 2009: Anne Treisman
- 2010: Ronald Melzack
- 2011: Walter Mischel
- 2012: Leslie Ungerleider e Mortimer Mishkin
- 2013: Irving Gottesman
- 2014: Antonio Damasio

### Religione
- 1990: E. P. Sanders
- 1991: John Hick
- 1992: Ralph Harper
- 1993: Elizabeth A. Johnson
- 1994: Stephen L. Carter
- 1995: Diana L. Eck
- 1996: Nessun vincitore
- 1997: Larry L. Rasmussen
- 1998: Charles Marsh
- 1999: Nessun vincitore
- 2000: Jürgen Moltmann
- 2001: James Kugel
- 2002: Miroslav Volf
- 2003: Mark Juergensmeyer
- 2004: Jonathan Sacks
- 2006: Marilynne Robinson
- 2007: Timothy Tyson
- 2008: Margaret Farley
- 2009: Donald Shriver Jr.
- 2010: Eboo Patel
- 2011: Luke Timothy Johnson
- 2012: Barbara D. Savage
- 2013: Leila Ahmed
- 2014: Tanya Luhrmann